# Ancylonotopsis benjamini
Ancylonotopsis benjamini är en skalbaggsart som först beskrevs av Stefan von Breuning 1949.  Ancylonotopsis benjamini ingår i släktet Ancylonotopsis och familjen långhorningar. Inga underarter finns listade i Catalogue of Life.